# Osaka
Osaka (大阪 Ōsakaⓘ?) es la tercera ciudad más grande de Japón, después de Tokio y Yokohama. Se encuentra ubicada en la isla principal del archipiélago, Honshū (本州, Honshū), en la desembocadura del río Yodo en la bahía de Osaka. La ciudad es uno de los puertos y centros industriales más importantes de Japón, así como la capital de la prefectura de Osaka (大阪府, Ōsaka-fu). Forma parte de la región de Kansai y es el núcleo del área metropolitana Osaka-Kōbe-Kioto (Keihanshin), que tiene una población de 18 644 000 habitantes.

## Historia

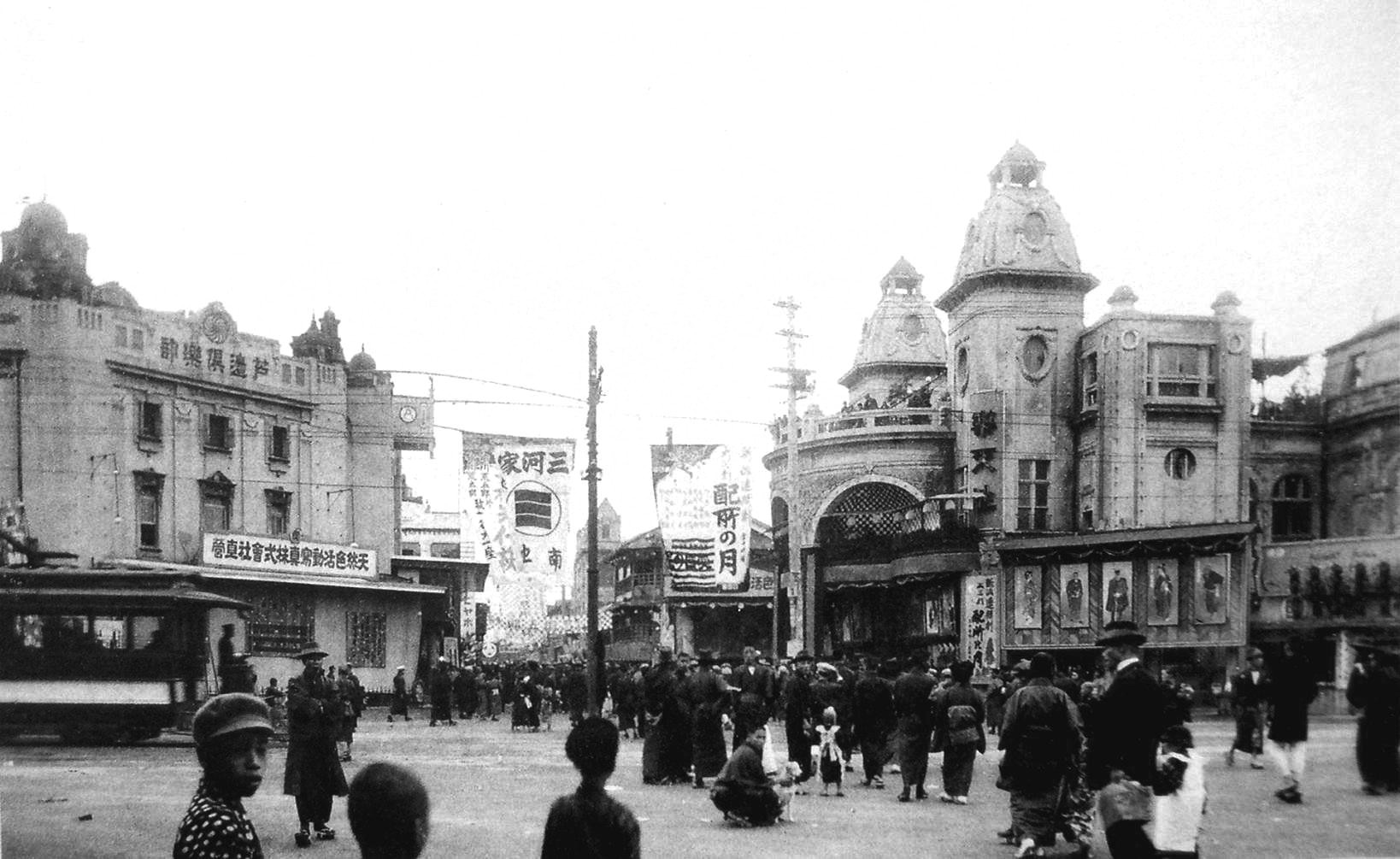
Área de Sennichimae en 1916.

La ciudad de Osaka fue originalmente nombrada como Naniwa (浪速). El nombre también fue escrito antiguamente como 浪華 o 浪花, con las mismas lecturas. Esta forma de escribir no es muy común hoy en día, pero todavía hay gente que la usa y aparece en documentos históricos japoneses. El emperador Kotoku construyó en dicha ciudad su palacio, el palacio Naniwa Nagara-Toyosaki, y convirtió la zona en la capital (Naniwa-kyō). La ciudad ejerció como capital desde 652 hasta 655, cuando el estatus fue transferido a Asuka-kyō. En 744 Naniwa-kyō se convirtió de nuevo en capital por orden del emperador Shōmu, pero en 745 la capital fue trasladada a Heijō-kyō (actual Kioto).
Históricamente, Naniwa fue un punto terminal de la vía marítima desde el oeste, Kyūshū, Corea y China y una conexión fluvial entre la provincia de Yamato al este (actual prefectura de Nara) y la provincia de Yamashiro al noroeste (actual prefectura de Kioto). Sin embargo, las sedimentaciones traídas por el río se tornaron un problema que superó las posibilidades técnicas de mantenimiento portuarias del Japón del siglo IX, con lo que Naniwa fue perdiendo importancia.
En 1496, la secta budista Jodo Shinshu construyó su cuartel general en el altamente fortificado templo Ishiyama Hongan-ji, en Ishiyama. En 1576, Oda Nobunaga sitió el templo durante cuatro años, hasta la rendición de los monjes en 1580. El templo fue destruido y Toyotomi Hideyoshi utilizó el lugar para la construcción de su propio castillo, el castillo de Osaka, con lo que Hideyoshi es considerado el fundador de la actual Osaka. La prosperidad de la ciudad se incrementó durante la era Edo, período en el cual Osaka funcionó como el centro económico de Japón.
Durante el shogunato Tokugawa, Osaka se llamó Ozaka (大坂, Ōzaka). Durante el comienzo de la era Meiji, el gobierno renombró la ciudad como Osaka (大阪, Ōsaka) literalmente «colina grande», nombre que conserva en la actualidad. Osaka continuó su desarrollo, pero fue gradualmente superado como centro de poder económico y político con la designación de Tokio como capital de la nación, principalmente desde el siglo XXI.

## Demografía
La población estimada del año 2020 era de 2 752 412 habitantes, con una densidad poblacional de 12 006 personas por kilómetro cuadrado. El área total es de 222,30 km².
La gente de Osaka habla un dialecto del japonés llamado dialecto de Osaka (大阪弁, Ōsaka-ben), que se caracteriza entre otras cosas por una entonación diferente y el uso de la inflexión verbal hen (へん) o hin (ひん) en lugar del nai (ない) estándar para la conjugación negativa de verbos. Para romper el hielo con alguien de Osaka se puede decir «Osaka-ben wakarehen» que es decir «no entiendo el dialecto de Osaka» dicho en el dialecto de Osaka.
Alrededor de 118 000 extranjeros residen en la ciudad, siendo la mayor comunidad coreana con 96 000 habitantes. La comunidad coreana se concentra principalmente en Ikuno-ku (生野区), donde se encuentra el barrio coreano de Tsuruhashi.

## Clima
Osaka posee un clima subtropical húmedo (Cfa en la clasificación climática de Köppen), con cuatro estaciones diferenciadas. Normalmente hay inviernos suaves, siendo enero el mes más frío del año con una temperatura media máxima de solo 9,5 °C. En raras ocasiones llega a nevar en la ciudad. La primavera empieza ya lejos del suave clima del invierno, pero el mismo termina siendo cálido y húmedo. Al ser Osaka una de las ciudades más al sur de Japón es de las primeras en recibir las lluvias del tsuyu, empezando estas entre finales de mayo y terminando a principios de junio. Los veranos son muy cálidos y húmedos. En los meses de agosto y julio, la temperatura media diaria alcanza los 35 °C, mientras que las temperaturas nocturnas alcanzan normalmente los 25 °C. Durante el otoño, las temperaturas tienden a bajar poco a poco; en su primera mitad se asemeja al clima de verano, y en su mitad final, al clima invernal.
| Parámetros climáticos promedio de Osaka                      | Parámetros climáticos promedio de Osaka | Parámetros climáticos promedio de Osaka | Parámetros climáticos promedio de Osaka | Parámetros climáticos promedio de Osaka | Parámetros climáticos promedio de Osaka | Parámetros climáticos promedio de Osaka | Parámetros climáticos promedio de Osaka | Parámetros climáticos promedio de Osaka | Parámetros climáticos promedio de Osaka | Parámetros climáticos promedio de Osaka | Parámetros climáticos promedio de Osaka | Parámetros climáticos promedio de Osaka | Parámetros climáticos promedio de Osaka |
| Mes                                                          | Ene.                                    | Feb.                                    | Mar.                                    | Abr.                                    | May.                                    | Jun.                                    | Jul.                                    | Ago.                                    | Sep.                                    | Oct.                                    | Nov.                                    | Dic.                                    | Anual                                   |
| ------------------------------------------------------------ | --------------------------------------- | --------------------------------------- | --------------------------------------- | --------------------------------------- | --------------------------------------- | --------------------------------------- | --------------------------------------- | --------------------------------------- | --------------------------------------- | --------------------------------------- | --------------------------------------- | --------------------------------------- | --------------------------------------- |
| Temp. máx. media (°C)                                        | 9.5                                     | 10.2                                    | 13.7                                    | 19.9                                    | 24.5                                    | 27.8                                    | 31.6                                    | 33.4                                    | 29.3                                    | 23.3                                    | 17.6                                    | 12.3                                    | 21.1                                    |
| Temp. media (°C)                                             | 4.7                                     | 5.7                                     | 9.4                                     | 14.7                                    | 19.7                                    | 23.5                                    | 27.4                                    | 28.8                                    | 25.0                                    | 19.0                                    | 13.0                                    | 8.2                                     | 16.6                                    |
| Temp. mín. media (°C)                                        | 2.8                                     | 2.9                                     | 5.6                                     | 10.7                                    | 15.6                                    | 20.0                                    | 24.3                                    | 25.4                                    | 21.7                                    | 15.5                                    | 9.9                                     | 5.1                                     | 13.3                                    |
| Precipitación total (mm)                                     | 45.4                                    | 61.7                                    | 104.2                                   | 103.8                                   | 145.5                                   | 184.5                                   | 157.0                                   | 90.9                                    | 160.7                                   | 112.3                                   | 69.3                                    | 43.8                                    | 1279.0                                  |
| Nevadas (cm)                                                 | 1                                       | 1                                       | 0                                       | 0                                       | 0                                       | 0                                       | 0                                       | 0                                       | 0                                       | 0                                       | 0                                       | 0                                       | 3                                       |
| Días de precipitaciones (≥ 1.0 mm)                           | 5.6                                     | 6.3                                     | 9.9                                     | 9.3                                     | 10.0                                    | 11.2                                    | 9.9                                     | 6.9                                     | 9.4                                     | 7.9                                     | 6.2                                     | 5.5                                     | 98.1                                    |
| Días de nevadas (≥ 1 mm)                                     | 5.0                                     | 6.3                                     | 2.3                                     | 0.0                                     | 0.0                                     | 0.0                                     | 0.0                                     | 0.0                                     | 0.0                                     | 0.0                                     | 0.0                                     | 1.9                                     | 15.5                                    |
| Horas de sol                                                 | 142.6                                   | 135.4                                   | 159.5                                   | 188.6                                   | 194.3                                   | 156.2                                   | 182.1                                   | 216.9                                   | 156.7                                   | 163.9                                   | 148.5                                   | 151.6                                   | 1996.4                                  |
| Humedad relativa (%)                                         | 61                                      | 60                                      | 59                                      | 59                                      | 62                                      | 68                                      | 70                                      | 66                                      | 67                                      | 65                                      | 64                                      | 62                                      | 64                                      |
| Fuente n.º 1: Japan Meteorological Agency                    |                                         |                                         |                                         |                                         |                                         |                                         |                                         |                                         |                                         |                                         |                                         |                                         |                                         |
| Fuente n.º 2: World Meteorological Organization (rainy days) |                                         |                                         |                                         |                                         |                                         |                                         |                                         |                                         |                                         |                                         |                                         |                                         |                                         |

## Economía

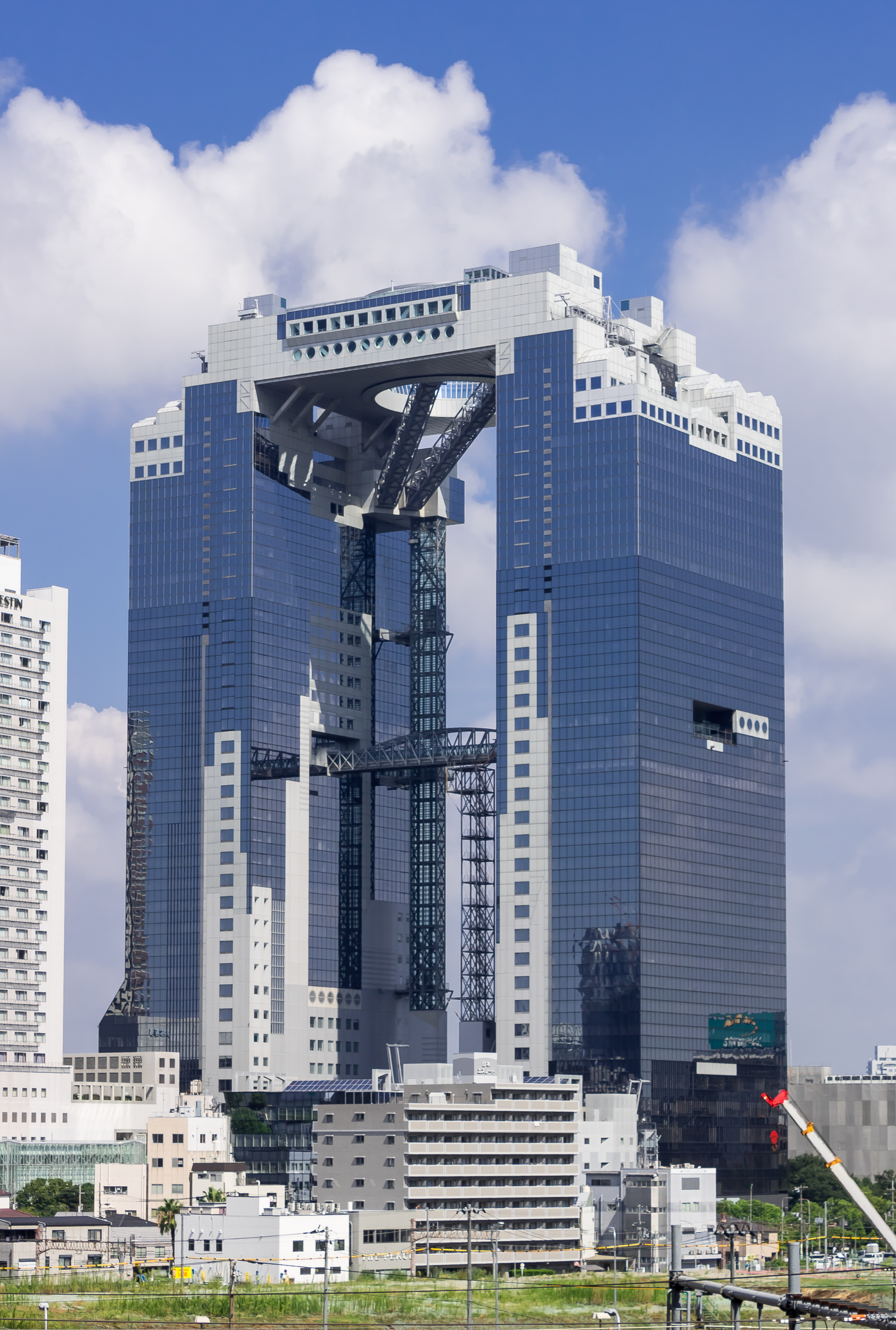
Sky Building en Umeda, en el barrio Kita-ku (北区).

El producto interior bruto (PIB) de la ciudad de Osaka en el año fiscal de 2004 fue de 21 300 000 000 000 yenes, con un incremento del 1,2 % respecto al año anterior. La cifra representa alrededor del 55 % de la producción total de la prefectura de Osaka y el 26,5 % en la región de Kinki. En 2004, el comercio, los servicios y la manufactura eran las tres industrias más grandes, representando el 30 %, 26 % y 11 % del total, respectivamente. El ingreso per cápita de la ciudad fue de alrededor de ¥ 3,3 millones, 10 % superior a la de la prefectura de Osaka. MasterCard Worldwide informó en 2008 que Osaka ocupaba el lugar 19 entre los principales centro comerciales del mundo sobre la base de que desempeña un papel importante en la economía global.
El PIB en el área metropolitana de Osaka (Osaka y Kōbe) es de 341 000 mil millones de dólares. Osaka, junto con París y Londres, tiene una de las zonas de influencia más productivas del mundo. Históricamente, la ciudad era el centro del comercio en Japón, especialmente en la Edad Media y premoderna.
Muchas empresas grandes ya han trasladado sus oficinas centrales a Tokio. Sin embargo, varias empresas importantes como Panasonic, Sharp y Sanyo todavía tienen su sede en Osaka. Recientemente, la ciudad comenzó un programa, encabezado por el alcalde Junichi Seki, para atraer la inversión nacional y extranjera.

## Política
El Consejo de la ciudad de Osaka es el gobierno local de la ciudad, formado bajo la Ley de Autonomía Local. El Consejo cuenta con ochenta y nueve asientos, asignados a los veinticuatro distritos proporcionales a su población y reelegidos por los ciudadanos cada cuatro años. El Consejo elige a su presidente y vicepresidente. El alcalde de la ciudad es elegido directamente por los ciudadanos cada cuatro años, de conformidad con la Ley de Autonomía Local. Yokoyama Hideyuki es el alcalde de Osaka desde 2023.
Osaka también alberga varias agencias del Gobierno japonés.

## Deportes

### Béisbol
Osaka tiene dos equipos de béisbol preponderantes, ambos en la Liga Japonesa de Béisbol Profesional:
- Orix Buffaloes, que juegan en el Osaka Dome y que existen con tal nombre desde 2005, surgiendo de la fusión de dos clubes anteriores, Orix Blue Wave y Osaka Kintetsu Buffaloes; su antepasado más antiguo, entonces, es el equipo llamado Osaka Hankyu, surgido en 1936. Como parte de su historia, solamente se contabilizan los títulos obtenidos de parte del Orix Blue Wave, mientras que aquellos del Kintetsu Buffaloes se consideran logros de un equipo distinto, ya desaparecido. Por lo tanto, el Orix Buffaloes cuenta con doce títulos de la Pacific League y cuatro títulos de la Serie de Japón (ambos obtenidos más recientemente en 1996). Sin embargo, no ha obtenido ningún título desde que existe con su nombre actual.[16]
- Hanshin Tigers, que juegan en el Estadio Koshien, excepto por algunos partidos que disputan en el Osaka Dome, normalmente en agosto, que es cuando su estadio regular está ocupado. Surgieron en 1936 como Osaka Tigers y cambiaron a su nombre actual en 1961. Juegan en la Central League, de la cual han sido campeones cinco veces (la más reciente en 2005), además de haber obtenido un campeonato de la Serie de Japón en 1985.[17]

### Fútbol
La ciudad cuenta con dos equipos de fútbol profesional: el Gamba Osaka y el Cerezo Osaka.
- Gamba Osaka. Es el equipo más reconocido de la ciudad de Osaka, contando en sus vitrinas con gran cantidad de títulos nacionales e internacionales. Fundado en 1980 como Matsushita Electric Industrial Football Club, bajo esta denominación ganó la Copa del Emperador en 1990. En 1993 se unió a la J. League siendo uno de los 10 miembros fundadores originales de la Division 1. Juega como local en el Estadio de Fútbol de Suita, un moderno estadio para 40 000 espectadores sentados.[18][19]

- Cerezo Osaka. Fundado en 1957 como Yanmar Diesel Football Club. Bajo esta denominación ganó el campeonato de liga en cuatro ocasiones (por última vez en 1980) y la Copa del Emperador en tres (más recientemente en 1974); en 1995 se unió a la naciente J. League, en la cual ha participado desde entonces intercalándose entre la Division 1 y la Division 2. Disputa sus partidos en el Estadio Kincho.[20][21]

### Sumo
El Haru Basho (春場所) o Torneo de Primavera, también conocido como Sangatsu Basho (三月場所), es el segundo torneo anual de sumo que se celebra en Osaka en el mes de marzo.

## Transporte

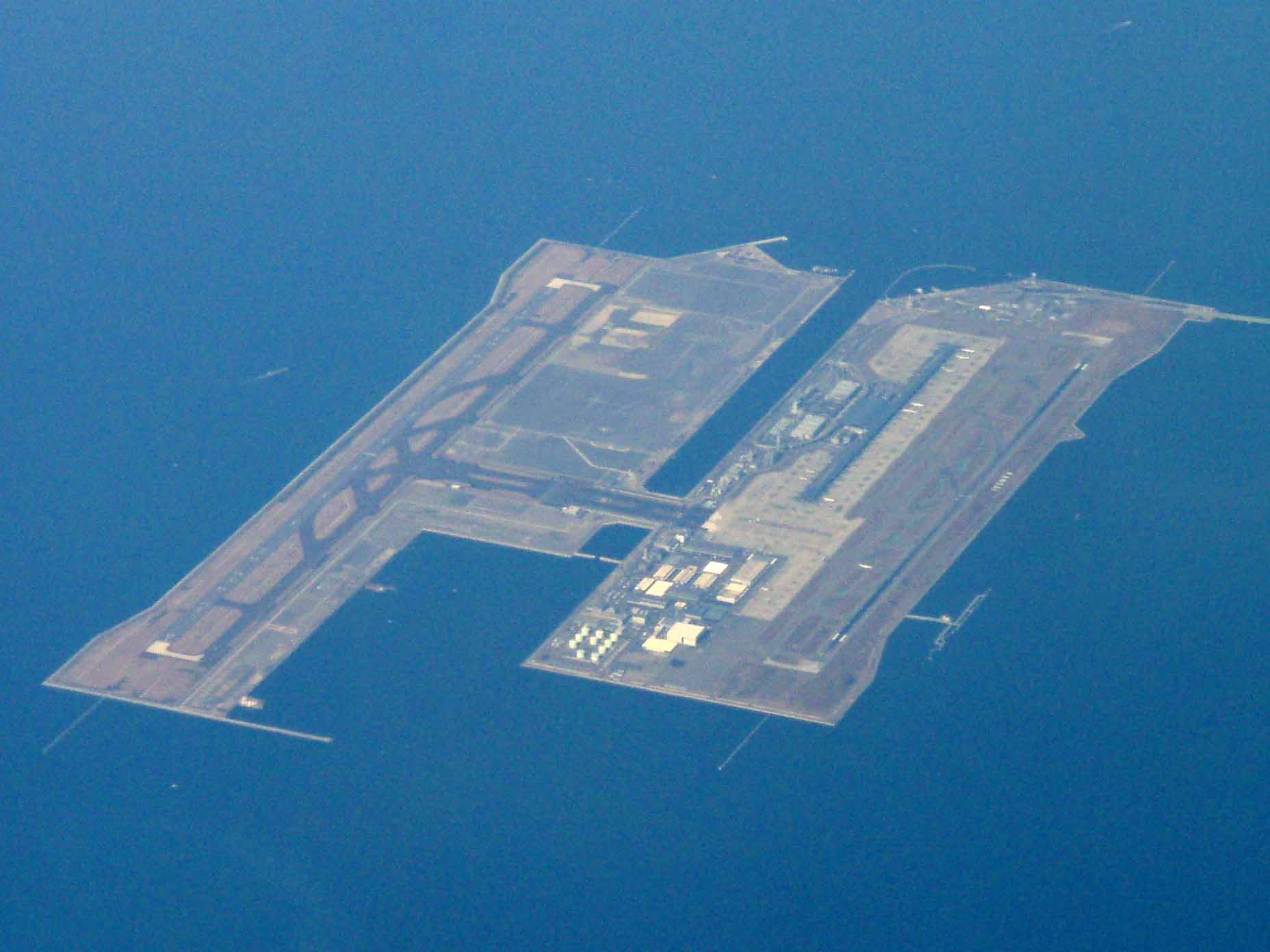
Aeropuerto Internacional de Kansai.

### Aire
El Aeropuerto Internacional de Kansai es el principal aeropuerto, localizado en una isla artificial rectangular construida en la bahía de Osaka, y es utilizado por Osaka y las ciudades circundantes de Nara, Kōbe y Kioto, entre otras. Kansai (関西) es el término geográfico que se utiliza para el área occidental de Honshu. El aeropuerto está conectado por servicios de autobús y tren hacia el centro de la ciudad y los suburbios más importantes. El más antiguo Aeropuerto Internacional de Osaka, en Itami, continúa funcionando para vuelos nacionales.

### Mar

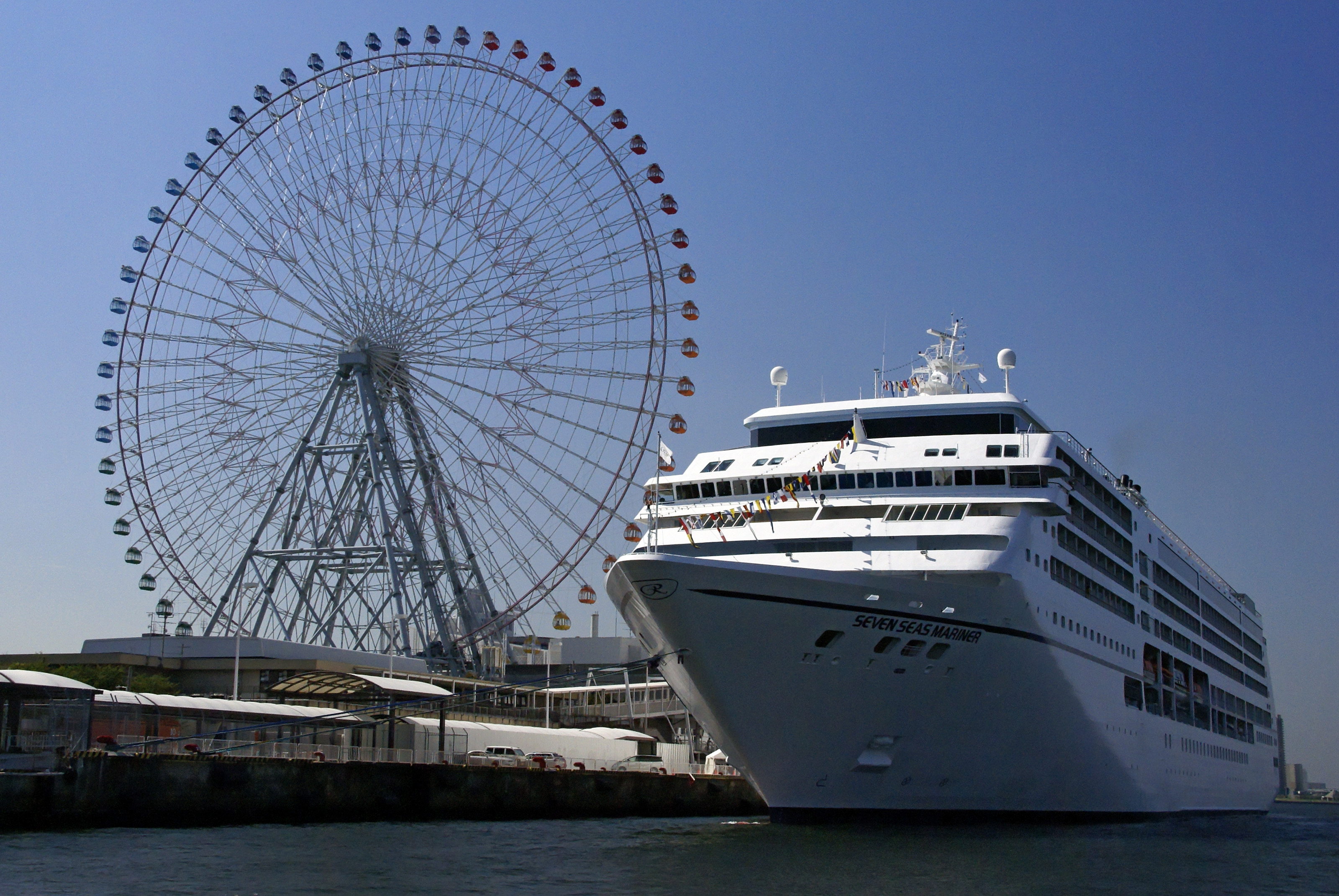
Puerto de Osaka.

El puerto de Osaka sirve como centro de transporte marítimo para la región de Kansai, junto con el puerto de Kōbe.

#### Transporte de personas
Las conexiones de los ferries de Osaka son mucho mejores que las de Tokio por su localización, más cercana a otras regiones del continente asiático. Existen ferries internacionales que conectan Osaka con Shanghái, Tianjin, Corea y recientemente con Taiwán. Además hay ferries regulares de carácter nacional que conectan Osaka con Kitakyushu, Kagoshima, Miyazaki y Okinawa.

#### Transporte de mercancías
El transporte de mercancías del puerto de Osaka juega un papel importante dentro del transporte marítimo nacional e internacional, ya que sus áreas de exportación e importación abarcan todo el globo terráqueo. Aunque el puerto de Kōbe en 1970 llegó a ser el más transitado del planeta, este no volvió a aparecer entre los 20 más transitados. Así también el área de Kansai cuenta con 5 gasoductos.

### Metro de Osaka

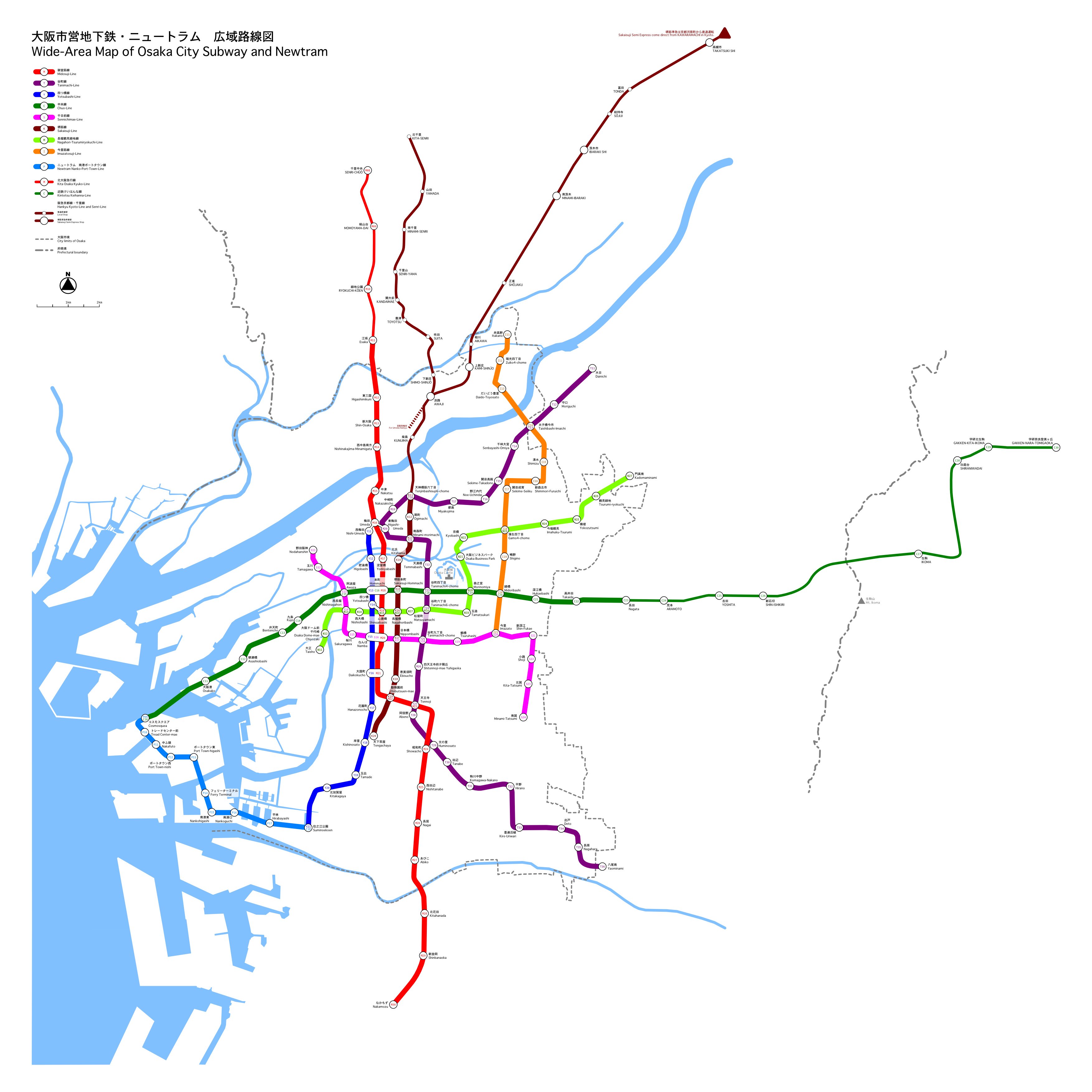
Mapa del metro de Osaka.

Además también hay una red de metro muy usada, el metro de Osaka, con 880 millones de pasajeros cada año, siendo así la octava red más usada del mundo. Fue abierta en 1933.
Además hay redes de trenes tanto de la empresa Japan Railways como de otras empresas privadas, que conectan los suburbios de la ciudad y a Osaka con sus ciudades vecinas.

## Cultura
Osaka cuenta con una importante vida cultural, en la que destaca la Orquesta Filarmónica.

### Museos

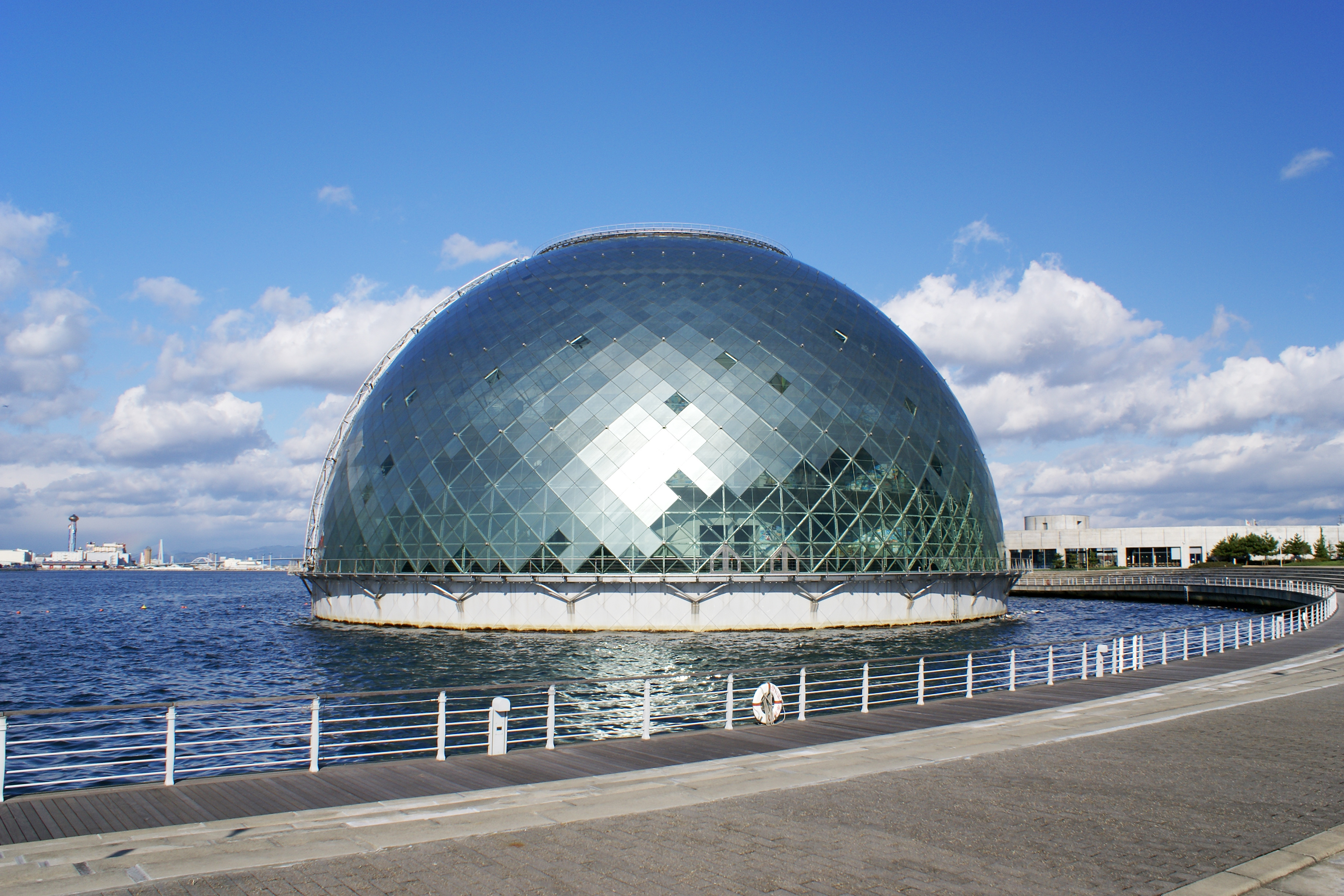
Vista exterior de la cúpula del Museo marítimo de Osaka

El Museo nacional de arte o Museo nacional de arte internacional (NMAO) es un museo subterráneo de arte internacional, que alberga principalmente colecciones de la postguerra y que exhibe exposiciones temporales con regularidad. El Museo de la Ciencia de Osaka se encuentra ubicado junto al Museo nacional de arte, y cuenta con un planetario y un teatro OMNIMAX. El Museo de cerámica oriental cuenta con más de 2000 piezas de cerámica provenientes de China, Japón, Corea y Vietnam, y entre sus principales piezas destacan algunas piezas de celadón de Corea expuestas bajo luz natural. El Museo municipal de arte de Osaka se encuentra en el Parque Tennōji, y cuenta con 8000 pinturas y esculturas japonesas y chinas. Al Museo marítimo de Osaka, abierto en el año 2000, se accede solo mediante un túnel submarino que desemboca en su cúpula. El Museo de Historia de Osaka, abierto en 2001, se encuentra en un edificio moderno que proporciona una visión del castillo de Osaka. Sus exposiciones cubren la historia de la ciudad, desde la Prehistoria hasta la actualidad. El Museo de Historia Natural de Osaka alberga una colección vinculada a la historia natural y la vida.

## Educación

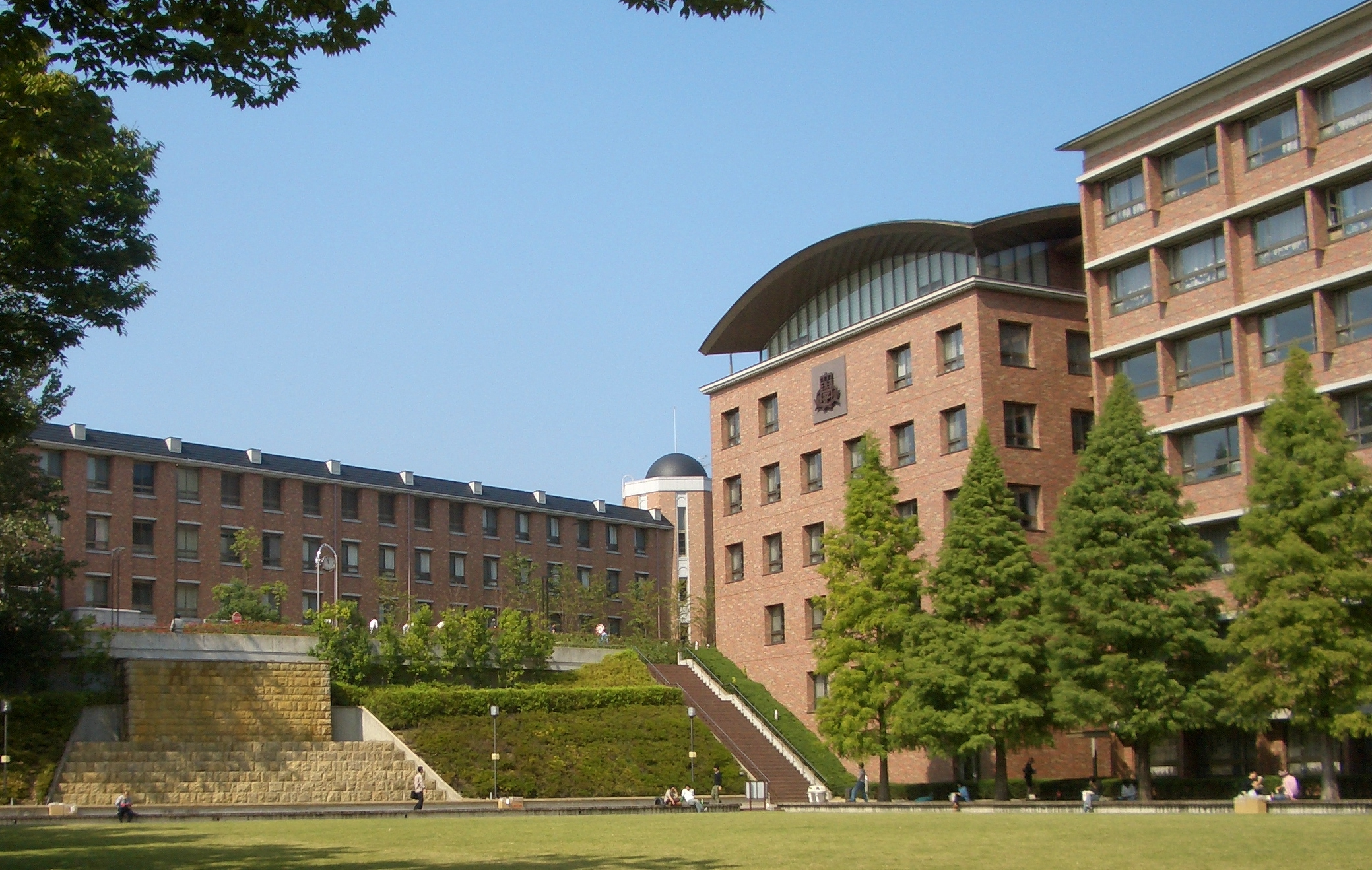
Universidad de Kansai.

### Universidades
Por ser la mayor ciudad en la región de Kansai en Osaka hay un buen número de universidades, algunas de ellas son:
- Universidad de Kansai
- Universidad de Osaka

## Turismo

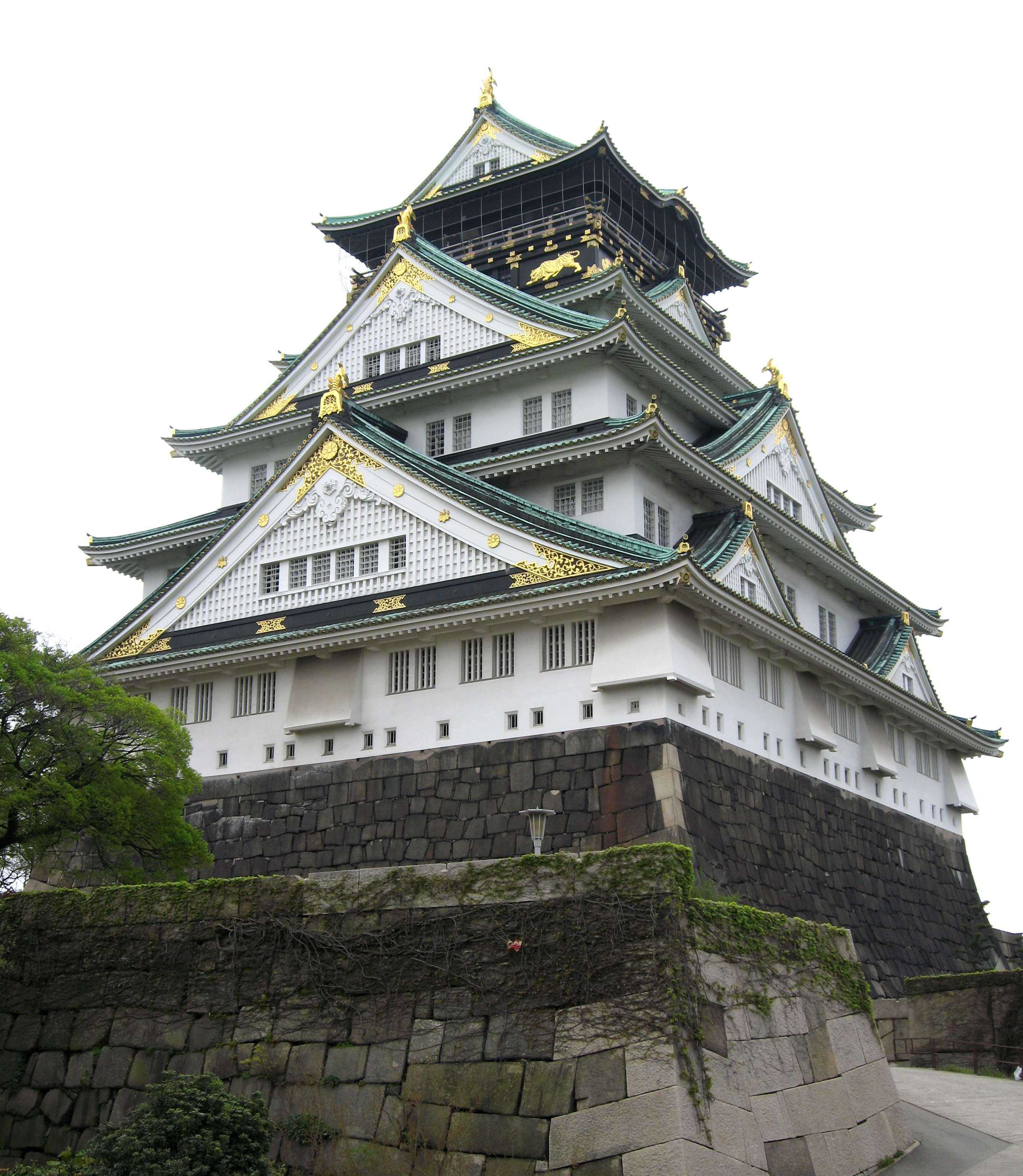
Castillo de Hideyoshi de Osaka, destruido en 1868 y reconstruido en 1931.

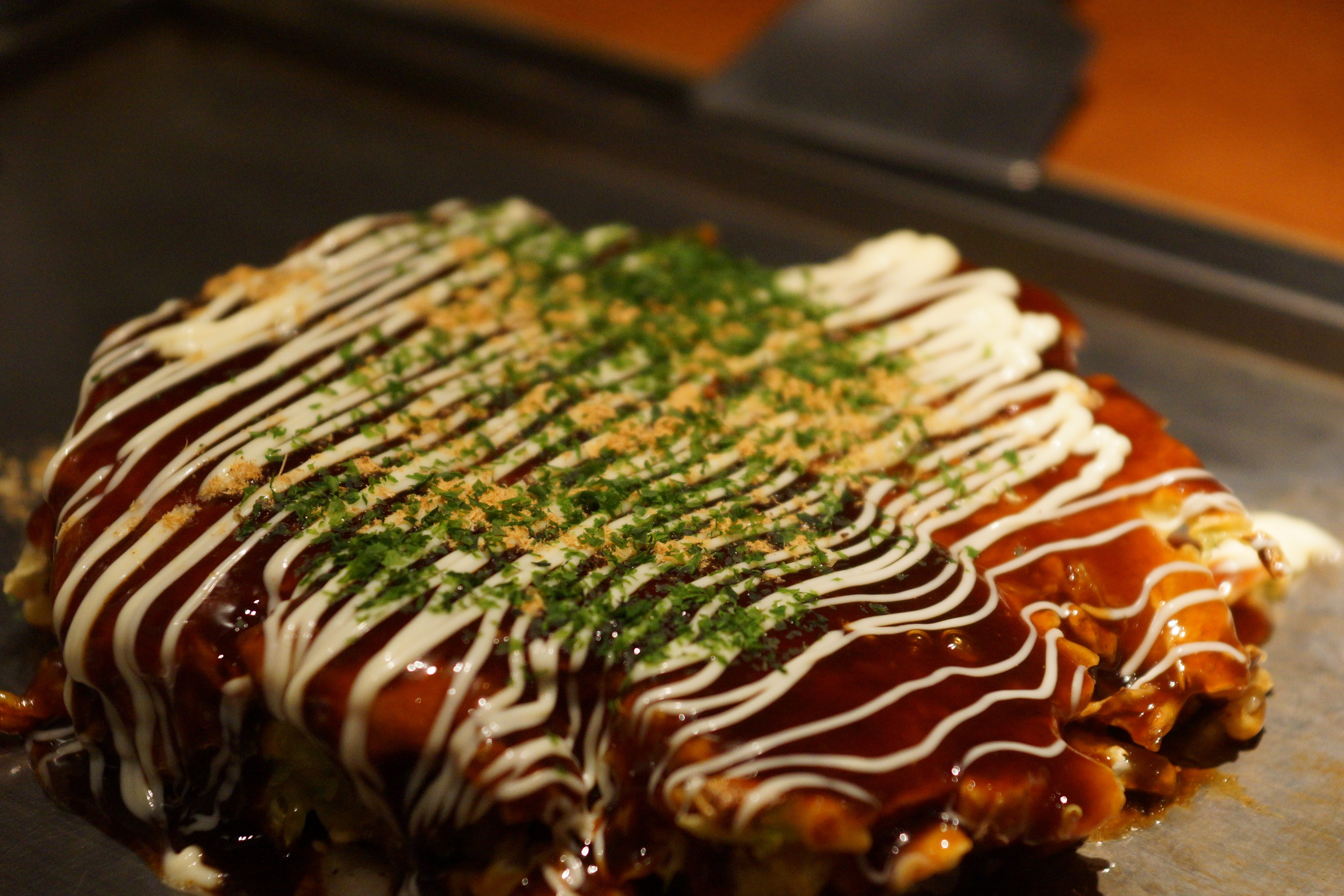
Osaka, al igual que toda la región Kansai, es famosa por su Okonomiyaki.

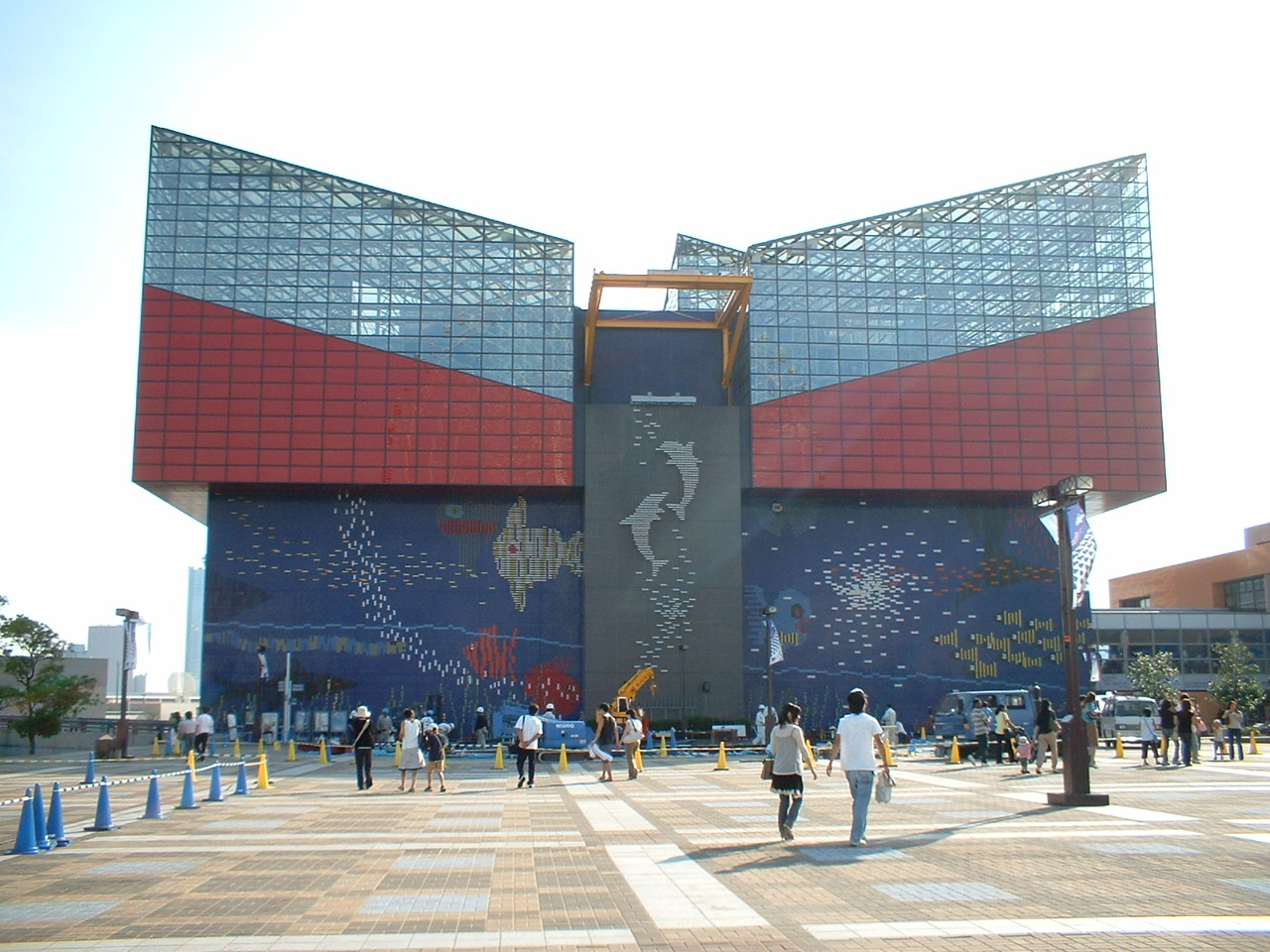
Fachada del acuario de Osaka, en Minato-ku.

Osaka se encuentra dividida en secciones norte (北, kita) y sur (南, minami). El área comercial del distrito de Umeda (梅田) se encuentra ubicada en el norte, mientras que el área de entretenimientos en los alrededores del puente Dotonbori (道頓堀橋, dōtonboribashi) en Namba se ubica al sur de la ciudad. El sur también aloja los centros comerciales de Shinsaibashi y Tenjinbashi. Los centros financieros y jurídicos se encuentran ubicados entre el norte y el sur, principalmente en Yodoyabashi y Honmachi.
Osaka es famoso por sus bunraku (teatro de marionetas tradicional), su teatro kabuki y el manzai, una forma contemporánea de diálogos cómicos. Además, es conocida por ser la ciudad natal de los integrantes de un famoso grupo musical de enka moderno, Kanjani8.
Dentro de las atracciones turísticas principales, se encuentran:
- El castillo de Osaka (大坂城, Ōsaka-jō), considerado la atracción turística más visitada de todo el Japón, tanto por turistas locales como extranjeros.
- El acuario de Osaka (海遊館 Kaiyūkan), un acuario ubicado en la bahía de Osaka e inaugurado el 20 de julio de 1990. Se encuentra bajo techo y es considerado uno de los más grandes del mundo, pues contiene 30 000 especímenes de 620 especies distintas, tanto de peces como de anfibios, reptiles, aves y mamíferos, además de invertebrados y especies vegetales. Están distribuidos en 14 tanques con una capacidad total de 11 toneladas de agua, siendo su mayor tanque, con 5400 toneladas de agua, también el mayor del mundo. Sus exhibiciones se enfocan en las especies del océano Pacífico, representando un total de diez regiones tanto del Cinturón de Fuego como de la llamada zona de vida del Pacífico. El lugar está establecido de tal forma que simula un recorrido desde la superficie terrestre hasta el fondo del mar, tratando de representar lo que sería una excursión en el medio real.[22]
- El distrito Shinsekai (新世界) y la torre de Osaka (通天閣, Tsūtenkaku).
- Numerosos parques de diversiones y temáticos, incluyendo el Universal Studios Japan, y Expoland.
- El Museo de la ciudad de Osaka.
- El Museo municipal de cerámicas orientales.
- El parque Sumiyoshi.

## Barrios

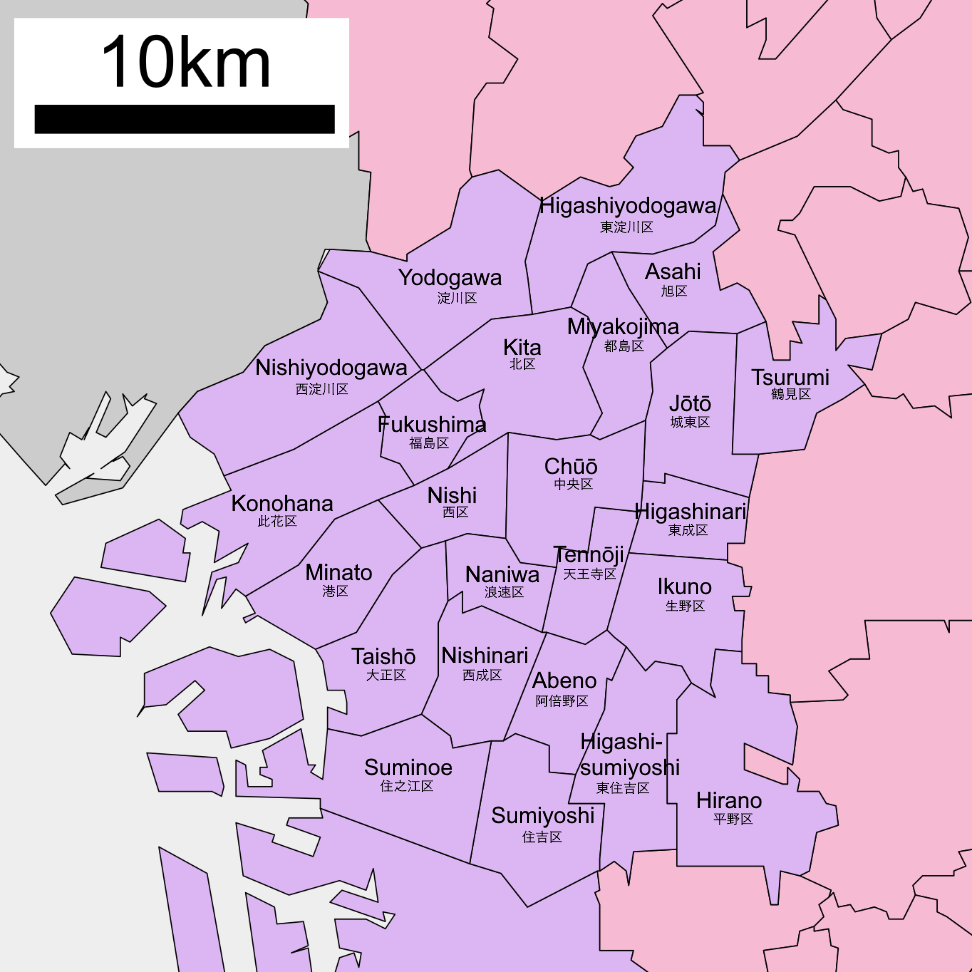
Mapa con los 24 barrios de Osaka.

Osaka tiene 24 barrios o chiku (地区, chiku, literalmente sección, o sector). Los nombres de los barrios son seguidos por el sufijo ku (区).
|  | - Abeno-ku (阿倍野区) - Asahi-ku (旭区) - Chuo-ku (中央区, chūō-ku) - Fukushima-ku (福島区) - Higashinari-ku (東成区) - Higashisumiyoshi-ku (東住吉区) - Higashiyodogawa-ku (東淀川区) - Hirano-ku (平野区) - Ikuno-ku (生野区) - Joto-ku (城東区, jōtō-ku) - Kita-ku (北区) - Konohana-ku (此花区) | - Minato-ku (港区) - Miyakojima-ku (都島区) - Naniwa-ku (浪速区) - Nishi-ku (西区) - Nishinari-ku (西成区) - Nishiyodogawa-ku (西淀川区) - Suminoe-ku (住之江区) - Sumiyoshi-ku (住吉区) - Taishō-ku (大正区, taishō-ku) - Tennōji-ku (天王寺区, ten'nōji-ku) - Tsurumi-ku (鶴見区) - Yodogawa-ku (淀川区) |

## Relaciones internacionales

### Ciudades hermanas
Osaka tiene 8 ciudades hermanas y cuatro tratados de amistad y de cooperación:
| Ciudad          | Región               | País           | Año       |
| --------------- | -------------------- | -------------- | --------- |
| San Francisco   | California           | Estados Unidos | 1957-2018 |
| São Paulo       | Estado de São Paulo  | Brasil         | 1969      |
| Chicago         | Illinois             | Estados Unidos | 1973      |
| Melbourne       | Victoria             | Australia      | 1974      |
| Shanghái        | China del Este       | China          | 1974      |
| San Petersburgo | Óblast de Leningrado | Rusia          | 1979      |
| Milán           | Lombardía            | Italia         | 1981      |
| Hamburgo        | Hamburgo             | Alemania       | 1989      |
| Buenos Aires    | (Ciudad autónoma)    | Argentina      | 1998      |
| Budapest        | Közép-Magyarország   | Hungría        | 1998      |
| Kanpur          | Uttar Pradesh        | India          | 1998      |
| Busan           | Yeongnam             | Corea del Sur  | 2008      |
| Maracaibo       | Zulia                | Venezuela      | 1997      |

### Puertos hermanos
La ciudad de Osaka está hermanada con otras ciudades portuarias:
| Ciudad             | Región               | País           | Año  |
| ------------------ | -------------------- | -------------- | ---- |
| San Francisco      | California           | Estados Unidos | 1967 |
| Melbourne          | Victoria             | Australia      | 1974 |
| El Havre           | Alta Normandía       | Francia        | 1980 |
| Shanghái           | China del Este       | China          | 1981 |
| Valencia           | Comunidad Valenciana | España         | 1982 |
| Valparaíso         | Región de Valparaíso | Chile          | 1983 |
| Busan              | Yeongnam             | Corea del Sur  | 1985 |
| Ciudad Ho Chi Minh | Región Sureste       | Vietnam        | 1994 |
| Kanpur             | Uttar Pradesh        | India          | 1996 |

### Ciudades socias de negocios
Las ciudades socias comerciales con Osaka son: